# Nyarihashi
Nyarihashi är ett periodiskt vattendrag i Burundi.   Det ligger i provinsen Kayanza, i den centrala delen av landet, 60 km nordost om huvudstaden Bujumbura.
Omgivningarna runt Nyarihashi är en mosaik av jordbruksmark och naturlig växtlighet. Runt Nyarihashi är det tätbefolkat, med 397 invånare per kvadratkilometer.